# Videtjärnen, Dalarna
Videtjärnen är en sjö i Älvdalens kommun i Dalarna och ingår i Dalälvens huvudavrinningsområde. Sjön har en area på 0,09 kvadratkilometer och ligger 942,1 meter över havet.

## Delavrinningsområde
Videtjärnen ingår i det delavrinningsområde (683520-133551) som SMHI kallar för Inloppet i Stora Rörsjön. Medelhöjden är 932 meter över havet och ytan är 9,09 kvadratkilometer. Räknas de 2 avrinningsområdena uppströms in blir den ackumulerade arean 11,86 kvadratkilometer. Stora Njupån som avvattnar avrinningsområdet har biflödesordning 4, vilket innebär att vattnet flödar genom totalt 4 vattendrag innan det når havet efter 532 kilometer. Avrinningsområdet består mestadels av kalfjäll (97 procent). Avrinningsområdet har 0,26 kvadratkilometer vattenytor vilket ger det en sjöprocent på 2,8 procent.